# Kwas cyjanowy
Zasugerowano, aby ten artykuł podzielić na różne artykuły – Kwas cyjanowy i Kwas izocyjanowy.
Kwas cyjanowy, HOCN – nieorganiczny związek chemiczny z grupy kwasów tlenowych, ruchliwa ciecz trwała tylko w temperaturze poniżej 0 °C o zapachu zbliżonym do zapachu kwasu octowego.
W temperaturze 0 °C lub wyższej ulega odwracalnej trimeryzacji do cyklicznego kwasu cyjanurowego (HNCO)3 oraz polimeryzacji do cyjamelidu. Jest bezbarwną, trującą cieczą o temp. krzepnięcia −86,8 °C i temp. wrzenia 23,5 °C. W wodzie hydrolizuje do amoniaku i dwutlenku węgla.

## Otrzymywanie
Otrzymuje się go przez ogrzanie kwasu cyjanurowego (związek dostępny handlowo) lub w reakcji cyjanianu potasu z kwasem mrówkowym.
Za pomocą widm ramanowskich ustalono, że istnieje on w dwóch odmianach tautomerycznych:
H−O−C≡N ⇌ O=C=N−H
Dominującą formą jest kwas izocyjanowy, O=C=N−H.
Sole kwasu cyjanowego to cyjaniany lub izocyjaniany.
Kwas cyjanowy jest izomerem bardzo nietrwałego kwasu piorunowego H−C+
=N−O−
.